# Matt Drummond
Matthew Simon Drummond, dit Matt Drummond, né le 24 juin 1973 à Sydney, est un réalisateur, scénariste et superviseur d'effets visuels australien.

## Biographie
Matthew Drummond est le fils aîné du musicien Pat Drummond (en) et le frère de Pete Drummond du groupe australasien Dragon.

### Carrière
En 1998, Drummond a ouvert l'agence d'effets visuels Hive Studios International. Pendant ce temps, il a commencé à travailler avec Catalyst, sous la direction du scientifique et cinéaste Richard Smith. Smith et Drummond ont collaboré à plusieurs documentaires. En 1993, Drummond a ouvert sa première entreprise graphique nommée Extra Digital[réf. nécessaire].
Le travail de Drummond s'est étendu à la fourniture d'installations VFX 3D pour le Australian Museum .

## Filmographie

### Réalisateur, scénariste et superviseur VFX
- 2014 : Dinosaur Island
- 2017 : My Pet Dinosaur
- 2019 : Don't Go below

### Superviseur des effets visuels
- 2004 : Animal Face Off, série télévisée
- 2005 : Supernova, série télévisée
- 2005 : Attack of the Sabertooth, téléfilm
- 2007 : Crude: The Incredible Journey of Oil , documentaire
- 2007 : Prehistoric Predators, série télévisée
- 2008 : Prehistoric Predators II, série télévisée
- 2008 : Life After People, documentaire TV
- 2009 : Prehistoric New York, documentaire TV
- 2009 : Death of the Megabeasts, documentaire TV
- 2010 : Voyage to the Planets, documentaire TV
- 2011 : Dinosaur Stampede, documentaire TV
- 2013 : First Footprints, Documentaire TV
- 2013 : Big History, série télévisée

### Effets numériques
- 1998 : Rumble in the Jungle, documentaire TV
- 1998 : Silent Sentinels, documentaire TV
- 2005 : Saturn, Planet of the rings, série télévisée
- 2010 : Cane Toads: An Unnatural History
- 2011 : Grimm
- 2012 : Australie: The Time Traveller's Guide, documentaire TV